# MySims Racing
MySims Racing is een racespel, alleen verkrijgbaar voor Nintendo DS en Wii.

## Gameplay
Door races te voltooien, kan de speler nieuwe onderdelen vrijspelen waarmee hij zelf een kart kan bouwen of outfits verdienen die gebruikt kunnen worden om het personage te maken.
Er kan ook met vrienden geracet worden. Hier is eventueel een online verbinding voor nodig.